# منضدة التناول

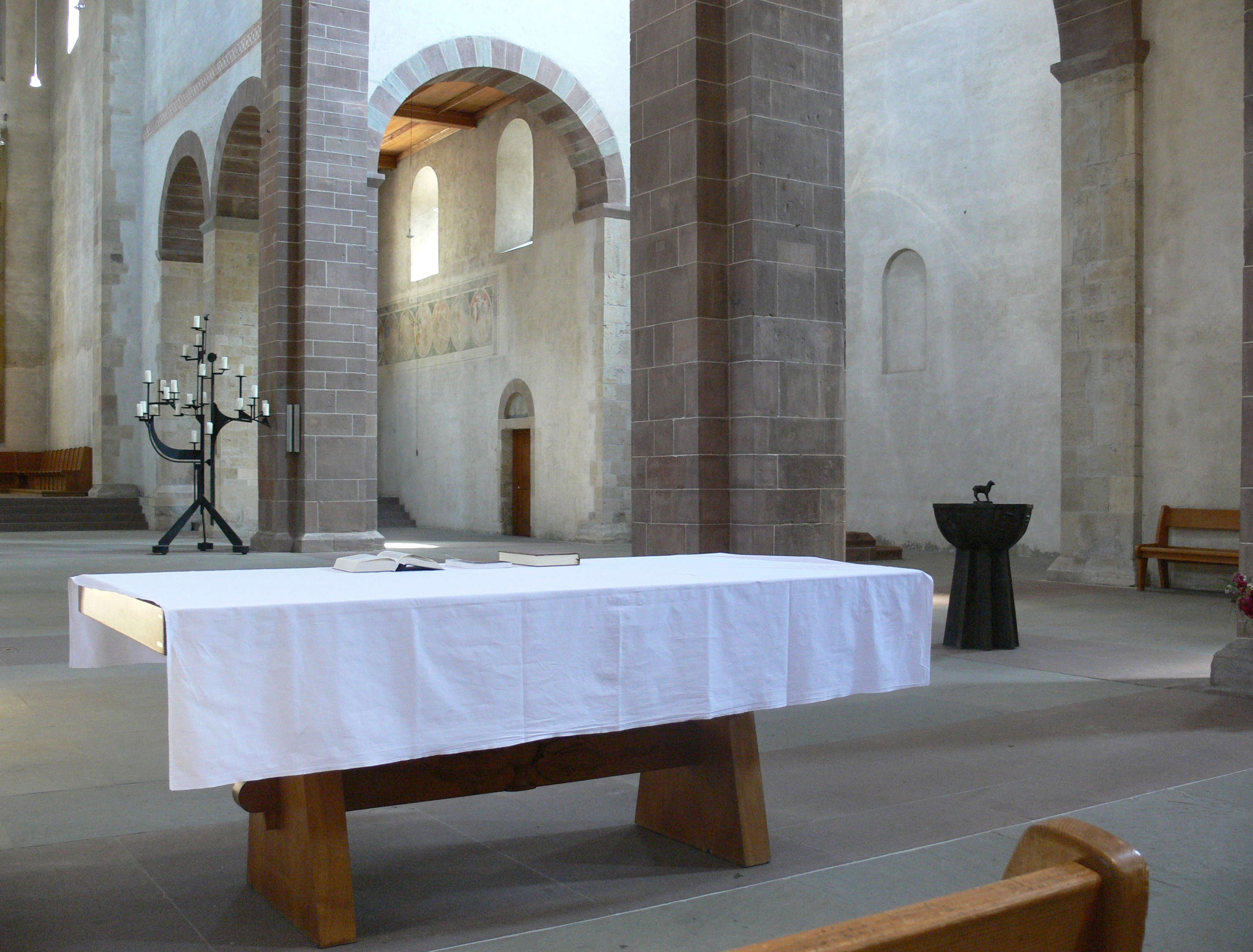
منضة التناول في شَفهَوزن في سويسرا.

منضدة التناول أو مائدة الرب هي مصطلحات تستخدمها العديد من الكنائس البروتستانتية - خاصة الكنائس الإصلاحية والمعمدانية والكنيسة المنخفضة الأنجليكية والميثودية - للمنضدة أو المائدة المستخدمة لإعداد المناولة المقدسة (سر يُسمى أيضًا القربان المقدس).